# Зіграно (фільм)
«Зіграно» (англ. Played) — кінофільм режисера Шона Станека, який вийшов на екрани в 2006 році.

## Зміст
Люка свого часу підставили товариші по темним справам на кримінальних вулицях Лондона. Він відсидів довгий термін і тепер повертається в рідні нетрі, переповнений бажанням помститися своїм кривдникам за все. Вир кримінального світу моментально підхоплює чергову заблукану душу.

## Ролі
| Актор                   | Роль           |
| ----------------------- | -------------- |
| Вел Кілмер              | -              |
| Гебріел Бірн            | -              |
| Вінні Джонс             | детектив Брайс |
| Ентоні Лапалья          | -              |
| Бруно Кірбі             | -              |
| Мік Россі               | -              |
| Нік Сімунек             | -              |
| Каспар фон Вінтерфельдт | -              |
| Петсі Кензіт            | -              |
| Тревор Наджент          | -              |
| Джоанн Воллі            | -              |

## Знімальна група
- Режисер — Шон Станек
- Сценарист — Мік Россі, Шон Станек
- Продюсер — Мік Россі, Нік Сімунек, Каспар фон Вінтерфельдт
- Композитор — Денні Сабер